# Vasilios Kalogeracos
Vasilios Kalogeracos (Perth, 21 marzo 1975) è un ex calciatore australiano, di ruolo attaccante.

## Carriera

### Club
Kalogeracos cominciò la carriera con la maglia dell'AIS, prima di trasferirsi al Floreat Athena. Nel 1993, fu ingaggiato dagli inglesi del Birmingham City, formazione che poi lo cedette in prestito allo Stevenage Borough. Nel 1995, fu in forza ai malesi del Kuala Lumpur. Tornò poi al Floreat Athena, per poi accordarsi con il Perth Glory. Giocò poi nello Stockport County, ma nel 1998 ritornò al Perth Glory.
Nel 2000, fu messo sotto contratto dai norvegesi dello HamKam. Esordì nella 1. divisjon in data 10 maggio, quando sostituì Ørjan Dahl nella sconfitta per 3-0 sul campo del Lyn Oslo. Il 28 maggio arrivò la prima rete, nella vittoria per 3-0 contro il Tromsdalen.
Tornò poi in Australia, per giocare nel South Melbourne. Si trasferì ai Whittlesea Stallions e poi allo Heidelberg United. In seguito, vestì le maglie di Richmond, Kingston City, Stirling Lions e Western Suburbs.